# Aliquat 336
Aliquat 336, auch Starks’ Reagenz bezeichnet, ist eine Mischung quartärer Ammoniumsalze. Dabei ist Methyltrioctylammoniumchlorid der Hauptbestandteil, statt der Octylreste kommen aber auch C9- und C10-Substituenten am Stickstoff vor. Aliquat 336 wird meist als Phasentransferkatalysator eingesetzt. Auf Grund seines niedrigen Schmelzpunkts ist es eine ionische Flüssigkeit.

## Verwendung
Aliquat 336 wird als Phasentransferkatalysator eingesetzt, wie zum Beispiel in der Totalsynthese von Manzamin A oder in einer grünen Synthese von Adipinsäure. Durch Anionaustausch des Chlorids lassen sich hydrophobe ionische Flüssigkeiten synthetisieren. Aliquat 336 kann in flüssig-flüssig-Extraktionen eingesetzt werden, um verschiedene Metalle zu extrahieren: So lassen sich Übergangsmetalle von Seltenerdenmetallen trennen, Eisen, Vanadium und Chrom aus Laugungslauge gewinnen oder Lanthanoide extrahieren.